# Generation X
Generation X — британская рок-группа, образованная в Лондоне, Англия, в 1976 году бывшими участниками Chelsea Билли Айдолом, Тони Джеймсом и Джоном Тоуи и считающаяся одним из ведущих коллективов первой волны британского панк-рока. Название Generation X было взято из книги Джейн Деверсон, рассказывавшей о столкновениях между модами и рокерами в 1960-х годах. Группа выпустила два студийных альбома и несколько синглов, из которых наибольший успех имел «King Rocker» (#11, 1979).

## История группы
История группы Generation X началась в 1976 году, с образованием панк-группы Chelsea. После ухода из состава вокалиста Джина Октобера группа изменила название на Generation X — в честь заголовка книги Джейн Деверсон «Generation X» (1965), которая имелась у матери Билли Айдола. Айдол (до этого лишь игравший на гитаре) взял на себя функции вокалиста, а на место гитариста был приглашён Боб Эндрюс (Bob «Derwood» Andrews), до этого — участник фулхэмской группы Paradox (где играли известные местные музыканты того времени Гэри Клейдон и Крис Маккаллох). Свой первый концерт Generation X отыграли 21 декабря 1976 года в клубе The Roxy, став первой группой, здесь выступившей.
При том, что Билли Айдол в своих ранних текстах вполне убедительно живописал жизнь уличного панка, группа примкнула к «легковесам» (с Buzzcocks во главе), никого не удивив быстрым появлением в программе Top of the Pops. Включение ленноновской «Gimme Some Truth» первым треком в дебютный альбом и приглашение Иэна Хантера (Mott the Hoople) к сотрудничеству во втором также указывало на некоторое небрежение группы основным кодексом панк-поведения.
В сущности, с самого начала мы хотели быть самой обычной рок-группой и открыто выражать свои чувства… Не политической группой, как The Clash, и не комически-театральной, как The Damned, — а просто честной рок-группой, которой нравится быть на сцене.Билли Айдол, «Zigzag74», июль 1977 года. 
После распада Generation X Тони Джеймс образовал глэм-поп-панк-группу Sigue Sigue Sputnik, Эндрюс и Лафф вошли в состав Empire, Билли Айдол переехал в Нью-Йорк, где начал успешную сольную карьеру, став звездой «стадионного рока» 80-х годов.
В октябре 2018 года Айдол и Джеймс совместно с Стивом Джонсом и Полом Куком (Sex Pistols) дали концерт в клубе Roxy, Западный Голливуд, под именем «Generation Sex».

## Дискография

### Студийные альбомы
- Generation X, 1978
- Valley of the Dolls, 1979
- Sweet Revenge, 1998 (записан в 1979 году)

#### Gen X
- Kiss Me Deadly, 1981

### Синглы
- Your Generation, 1977 (UK #36)
- Wild Youth, 1977
- Ready Steady Go, 1978 (UK #47)
- King Rocker, 1978 (UK #11)
- Valley Of The Dolls, 1979 (UK #23)
- Friday’s Angels, 1979 (UK #62)
- Dancing With Myself, 1980 (как Gen X, UK #62)

### Сборники
- Perfect Hits 1975-81, 1985
- Radio 1 Sessions, 2002
- Anthology, 2003[5]
- BBC Live: One Hundred Punks, 2003
- Live, 2005